# Спокан (річка)
Спо́кан (англ. Spokan) — річка на півночі штату Айдахо і північному сході штату Вашингтон, ліва притока річки Колумбії.
Довжина річки становить 179 км, площа водозбору — 16 200 км², середні витрати води в гирлі — 225 м³/с.
Річка названа за назвою місцевого корінного народу спокан, що значить «сини Сонця».
Над річкою лежать міста Спокан та Кор-д'Алін. У місті Спокан знаходиться водоспад. Вище Кор-д'Аліна водосховище Кор-д'Алін-Лейк.

## Каскад ГЕС
На річці розташовано ГЕС Найн-Майл, ГЕС Лонг-Лейк.